# Емельянычев, Максим Юрьевич
Макси́м Ю́рьевич Емелья́нычев (род. 28 августа 1988, Дзержинск) — российский дирижёр и клавесинист

, с 2019 года — главный дирижёр Шотландского камерного оркестра.

## Биография
Родился в семье музыкантов, отец — трубач Юрий Константинович Емельянычев. Начальное музыкальное образование получил в Нижегородской хоровой капелле мальчиков. По дирижированию учился у Маргариты Саморуковой, по фортепиано — у Ольги Шалашовой; за дирижёрский пульт впервые встал в возрасте 12 лет. Затем он учился в Нижегородском музыкальном колледже имени М. А. Балакирева (класс дирижирования Александра Скульского, класс фортепиано Валерия Старынина) и Московской государственной консерватории имени П. И. Чайковского (класс оперно-симфонического дирижирования профессора Геннадия Рождественского). Изучал игру на клавесине и хаммерклавире под руководством Марии Успенской. Лауреат многих международных конкурсов, в том числе конкурса пианистов-дирижёров имени Ганса фон Бюлова в Майнингене (Германия), конкурсов клавесинистов в Брюгге (Бельгия) и имени Андрея Волконского в Москве.
Историческим исполнительством увлекся в юном возрасте, до поступления в консерваторию, на сессии Молодежного симфонического оркестра Поволжья в Тольятти.
В 2014 году удостоен специальной премии жюри музыкального театра «Золотой маски» «за безупречное чувство стиля, идеальный контакт с вокалистами и головокружительное упоение точностью в исполнении партии континуо» на хаммерклавире в опере Моцарта «Свадьба Фигаро» в Театре оперы и балета им. П. И. Чайковского в Перми. Как дирижёр номинировался на премию «Грэмми» в 2018 (In War & Peace — Harmony Through Music, солистка Джойс Дидонато), 2023 (Eden, солистка Джойс Дидонато), 2025 годах (Wesendonck Lieder, солистка Джойс Дидонато) в категории «Лучший классический сольный вокальный альбом» и в 2021 году в категории «Лучшая запись оперы».
С 2016 года — главный дирижёр оркестра Il Pomo d’Oro, специализирующегося на исторически информированном исполнительстве (сотрудничает с этим коллективом с 2011 года в качестве дирижёра и клавесиниста). Дирижировал Il Pomo d’Oro в концертных версиях опер Генделя «Ксеркс», «Агриппина», «Роделинда» и «Тамерлан» на ведущих концертных площадках Европы, а также во время гастролей Джойс Дидонато и Макса Эмануэля Ценчича по городам Европы и США.
В сентябре 2019 года занял пост главного дирижёра Шотландского камерного оркестра.